# 베네치아령 키프로스
키프로스섬은 독립 키프로스 왕국이 끝난 1489년부터 1571년까지 베네치아 공화국의 해외 영토였다. 섬이 오스만 제국에 의해 정복되었다.

## 역사
베네치아 공화국은 1000년 경부터 키프로스 섬에서 베네치아 상인들이 자유롭게 활동하기를 원하였다. 이 시기는 베네치아가 지중해 동부에서 군사, 상업 활동을 확장하던 시기였다.
키프로스에 대한 베네치아인들의 욕망은 주로 이윤에 의해 고무되었다. 베네치아인들은 키프로스 섬을 군사기지로 인식하고, 키프로스 섬을 요새화하기 위한 계획을 수립하였다. 파마구스타와 니코시아는 거대한 토루(土壘)와 바위들로 둘러싸여 있었다. 외벽은 키레니아 성 주변에 건축되어 있었는데, 그 틈새는 포격대를 형성하기 위해 흙으로 채워졌다. 유럽 최고의 군사 건축가들이 이 계획을 설계, 실행하기 위해 투입되었다.

1468년, 뤼지냥가의 키프로스의 자크 2세가 키프로스 왕국의 국왕이 되었다. 1468년 자크 2세는 카테리나 코르나로를 자신의 아내이자 키프로스의 여왕으로 간택하였다. 베네치아는 국왕의 간택으로 인해 키프로스 섬에서의 자신들의 상업적 권리 및 특권들을 확보할 수 있게 되어 환영하였다. 자크 2세와 카테리나는 1468년 7월 30일 그녀가 14살일 때 결혼하였다.
자크 2세가 갑작스레 질병으로 사망하자, 그의 유언에 따라 임신을 한 카테리나가 왕국의 섭정처럼 행동하였다. 국왕과 카테리나의 자식인 자크 3세는 유아기에 말라리아로 1474년 8월 사망하면서 자크 3세의 어머니인 카테리나가 키프로스의 군주가 되었다.
키프로스 왕국은 오랫동안 쇠퇴를 거듭했으며, 1426년 이후에는 이집트 맘루크국의 속국 신세였다. 1474년부터 1489년까지 카테리나 치하 키프로스는 실질적으로 베네치아 상인들의 지배 하에 있었고, 결국 1489년 3월 14일 카테리나는 키프로스를 베네치아 공화국에 매각할 것을 강요받았다. 이후 키프로스는 베네치아 공화국의 해양 영토 중 하나가 되었다.
베네치아령 키프로스 시기 대부분은 라틴계 지배계층에 의해 억압당한 그리스 정교 농민들로 구성되어 있었고, 약 5만 명의 농노가 있던 것으로 추정된다. 베네치아 공화국은 로마 가톨릭을 선호했기 때문에 키프로스 내 가톨릭 신도들이 엄청나게 증가하였고 이때문에 그리스 정교 사제들과 약간의 마찰을 빚었다.

## 오스만 제국의 침입
베네치아 공화국이 키프로스를 통치하는 동안 오스만 제국은 키프로스인들을 마음껏 습격하고 공격하였다. 키프로스 내 그리스계들은 오스만 제국으로부터 자신들을 방위하기 위해 베네치아로부터 무기를 지급받아 오스만인들에게 투쟁하였다.
1489년, 베네치아 공화국의 키프로스 통치 첫 해부터 오스만인들은 카르파스 반도에 침입하여 약탈하고 주민들을 납치하여 노예로 팔아넘겼다.1539년 투르크 함대는 리마솔을 공격하고 파괴하였다. 오스만 제국의 지속적인 팽창을 경계한 베네치아인들은 파마구스타, 니코시아, 키레니아를 요새화시켰지만, 대부분의 다른 도시들은 오스만의 손쉬운 먹잇감이 되었다.
1489년 키프로스가 베네치아인들의 손아귀에 떨어졌을때, 베네치아 총독들은 오스만의 위협에 대비하여 키프로스 섬의 모든 도시들이 요새화되어야 한다고 보았다. . 1567년 베네치아인들은 오늘날까지 잘 보존되고 있는 니코시아 요새를 건립하였고, 프랑크 시대의 중요한 건물들과 라틴계들이 세운 성전을 허물었다. 새로운 성벽은 11개의 성벽으로 구성되었고, 성벽 북쪽에는 키레니아 문, 서쪽에는 파포스 문, 동쪽에는 파마구스타 문이 있었다.

## 같이 보기
- 베네치아 공화국
- 스타토 다 마르
- 키프로스 왕국
- 오스만 제국